# Ше (Вандеја)
Ше (фр. Chaix) насеље је и општина у западној Француској у региону Лоара, у департману Вандеја која припада префектури Фонтне ле Конте.
По подацима из 2011. године у општини је живело 430 становника, а густина насељености је износила 58,34 становника/km². Општина се простире на површини од 7,37 km². Налази се на средњој надморској висини од 13 метара (максималној 37 m, а минималној 2 m).

## Демографија
| 1962. | 1968. | 1975. | 1982. | 1990. | 1999. | 2011. |
| ----- | ----- | ----- | ----- | ----- | ----- | ----- |
| 260   | 262   | 264   | 322   | 373   | 422   | 430   |

График промене броја становника у току последњих година